# Armada Music

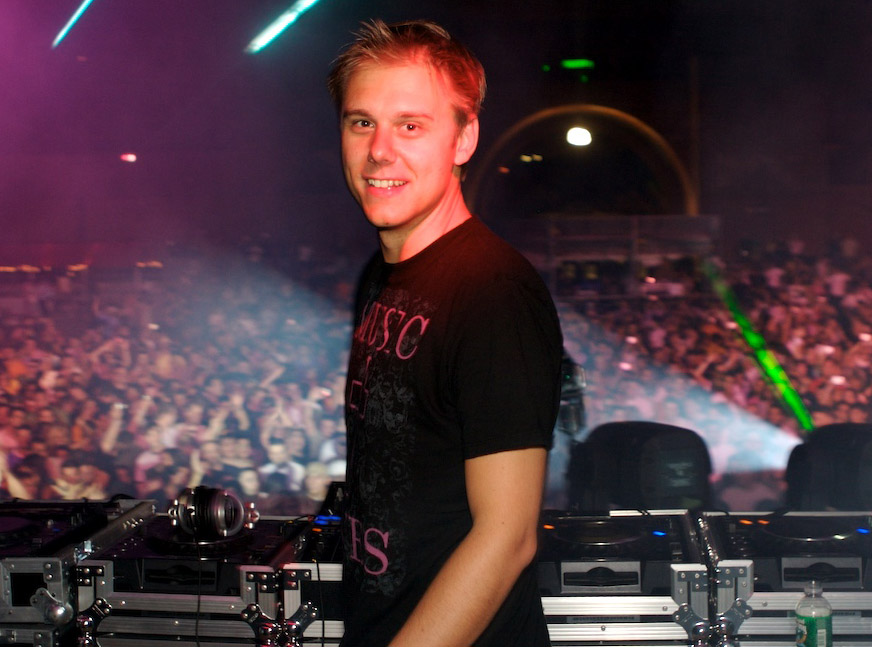
Armin van Buuren 2007 in New York

Armada Music ist ein unabhängiges, niederländisches Musiklabel, das seinen Hauptsitz in Amsterdam hat. Auf diesem Label beziehungsweise seinen Sublabels wird fast ausschließlich Trance- und Housemusik veröffentlicht. Armin van Buuren ist Mitgründer des Labels.

## Überblick
Armada Music wurde im Jahr 2003 von Armin van Buuren, Maykel Piron und David Lewis gegründet. Der Name Armada entstand aus den jeweils ersten zwei Buchstaben der drei Vornamen. Seinen Hauptsitz hat es in Amsterdam. Heute umfasst Armada Music 26 Sublabels und es wurden über 2600 musikalische Veröffentlichungen getätigt.
In den Jahren 2009 bis 2012 wurde das Label mit dem Titel Best Global Dance Label ausgezeichnet. Dieser Preis wird jährlich bei den International Dance Music Awards vergeben, welche im Rahmen der Winter Music Conference in Miami stattfindet. Außerdem gewannen 2009 und 2010 Künstler und Produzenten von Armada Music jeweils fünf weitere Auszeichnungen.

## Sublabels
Der Mitgründer Armin van Buuren produziert seine Musik großteils auf dem Label Armind. Dieses Label gründete er schon 1999 zusammen mit dem Plattenlabel United Recordings und wurde bei der Gründung von Armada Music in dieses Label eingegliedert. Der erste Track, welcher auf Armind in diesem neuen Verbund produziert wurde, ist As the rush comes von Motorcycle. Außerdem brachte Armin noch das Label Captivating Sounds in die neue „Label-Familie“ ein. Im selben Jahr kamen noch die Label A State of Trance (passend zur gleichnamigen Radio-Show), Club Elite (unter Leitung des DJs M.I.K.E. aka Push) und Bandung (unter Leitung des DJs Harry Lemon) hinzu. Ein wenig später gründete der schon bei Armada Music unter Vertrag stehende Markus Schulz sein eigenes Sublabel mit dem Namen Coldharbour Recordings, durch welches seitdem seine Musik veröffentlichen ließ. Im Jahr 2007 gründete Coldharbour Recordings das Sublabel Coldharbour Recordings Red. Im Jahr 2008 kam das Label Magic Island Records hinzu, welches von Roger Shah gegründet wurde. Das im Februar 2009 gegründete Label Future Sound of Egypt, welches von Aly & Fila geleitet wird und ein Sublabel von Offshore Music war, wurde im Februar 2010 von Armada Music aufgekauft und ist seitdem ein Sublabel dessen.
Im Juli 2010 fusionierte Armada Music mit Paul van Dyks Label Vandit Records. Vandit bleibt weiter für das A&R-Management verantwortlich, die Vermarktung der Musik von Vandit Records und seinem Sublabel Vandit Digital übernimmt seitdem Armada Music. Dieses Joint Venture wurde 2013 jedoch gekündigt, sodass Vandit Records wieder ein unabhängiges Label wurde.
Zu dem Label Armada Music gehören heute 30 weitere Sublabels. Zwei dieser Sublabels haben ihrerseits wieder ein Sublabel. Die vollständige Liste lautet:
- 68 Recordings
- 6K Music
- A State of Trance
- Armada Captivating (früher Captivating Sounds)
- Armada Chill
- Armada Deep (entstanden aus Electronic Elements, Black Book Audio und M Recordings)
- Armada Music
- Armada Trice (früher Trice Recordings)
- Armind
- Aropa
- AVA Recordings
  - AVA Blue
- Bits and Pieces
- Club Elite
- Coldharbour Recordings
  - Coldharbour Red
- Combined Forces
- Cryon Recordings
- Cyber Records
- Different Pieces
- Fame Recordings
- Future Sound of Egypt
- IHU Records
- In My Opinion
- Jee Productions
- Magic Island Records
- Mainstage Music
- Morrison Recordings
- Organized Nature
- Perfecto
- Pilot 6 Recordings
- Planet Love Records
- Plus 39 Group
- Rave Culture
- Re*Brand Records
- S107 Recordings
- Soundpiercing
- State Recordings
- Stoney Boy Music
- Subculture
- Who’s Afraid Of 138?!
- Wake Your Mind Recordings
- Zouk Recordings

## Künstler
Neben den schon erwähnten Künstlern Armin van Buuren, M.I.K.E, Harry Lemon, Roger Shah und Markus Schulz haben unter anderem auch Aly & Fila, Andrew Bennett, Andy Moor, Mike Koglin, Anita Kelsey, Arnej, Cerf, Mitiska & Jaren, Chicane, Dash Berlin, Fred Baker, Jan Johnston, Joachim Pastor, John O’Callaghan, Jose Amnesia, Leon Bolier, Lilly Palmer, Mark Sixma, Max Graham, Mr. Pit, Ørjan Nilsen, Ozgur Can, Signum, StoneBridge, Tom Fall, W&W, M3THOD und Way Out West ihre Musik auf Armada beziehungsweise einem Sublabel veröffentlicht.